# Saint-Julien-en-Champsaur
Saint-Julien-en-Champsaur ist eine französische Gemeinde im Département Hautes-Alpes in der Region Provence-Alpes-Côte d’Azur. Sie gehört zum Kanton Saint-Bonnet-en-Champsaur im Arrondissement Gap. 
Sie grenzt im Nordosten an Saint-Michel-de-Chaillol, im Südosten an Buissard, im Süden an Forest-Saint-Julien und Saint-Laurent-du-Cros sowie im Westen und Nordwesten an Saint-Bonnet-en-Champsaur.

## Bevölkerungsentwicklung
| Jahr      | 1962 | 1968 | 1975 | 1982 | 1990 | 1999 | 2008 | 2012 |
| --------- | ---- | ---- | ---- | ---- | ---- | ---- | ---- | ---- |
| Einwohner | 347  | 323  | 273  | 258  | 252  | 275  | 302  | 332  |

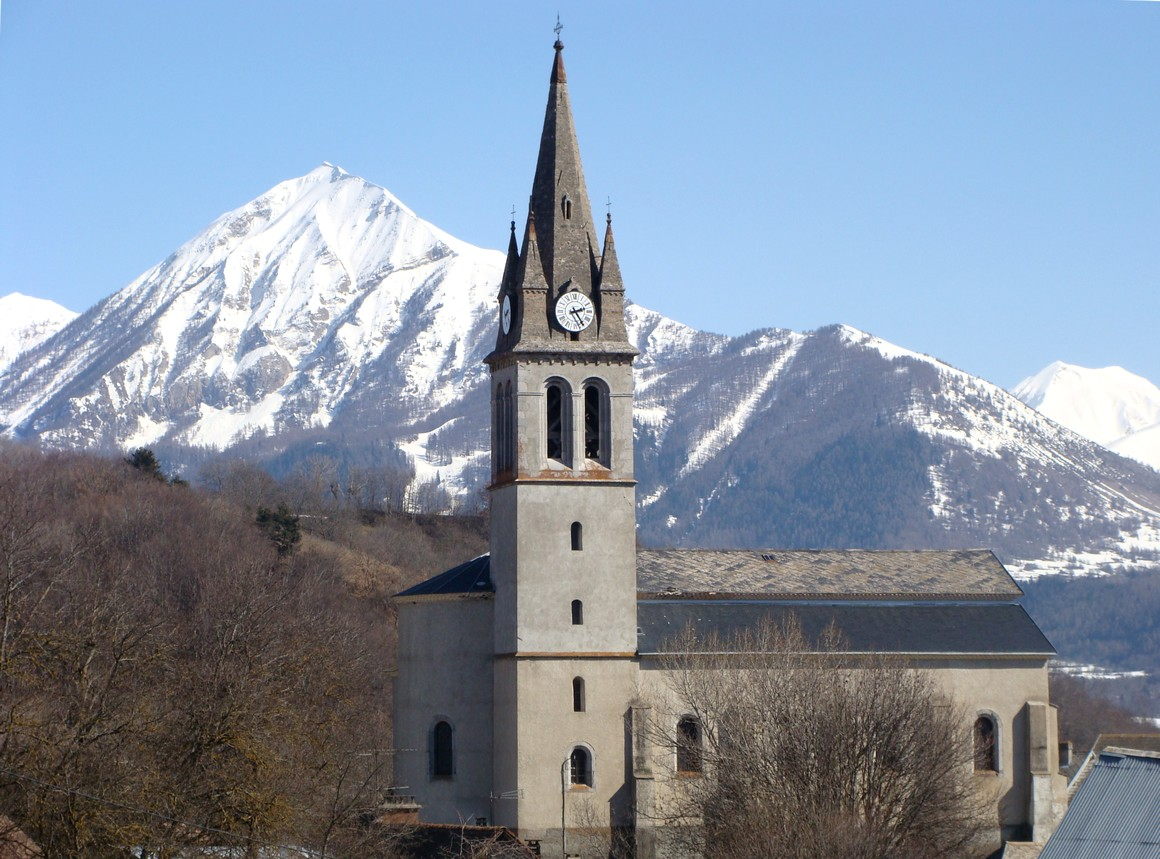
Kirche Saint-Julien
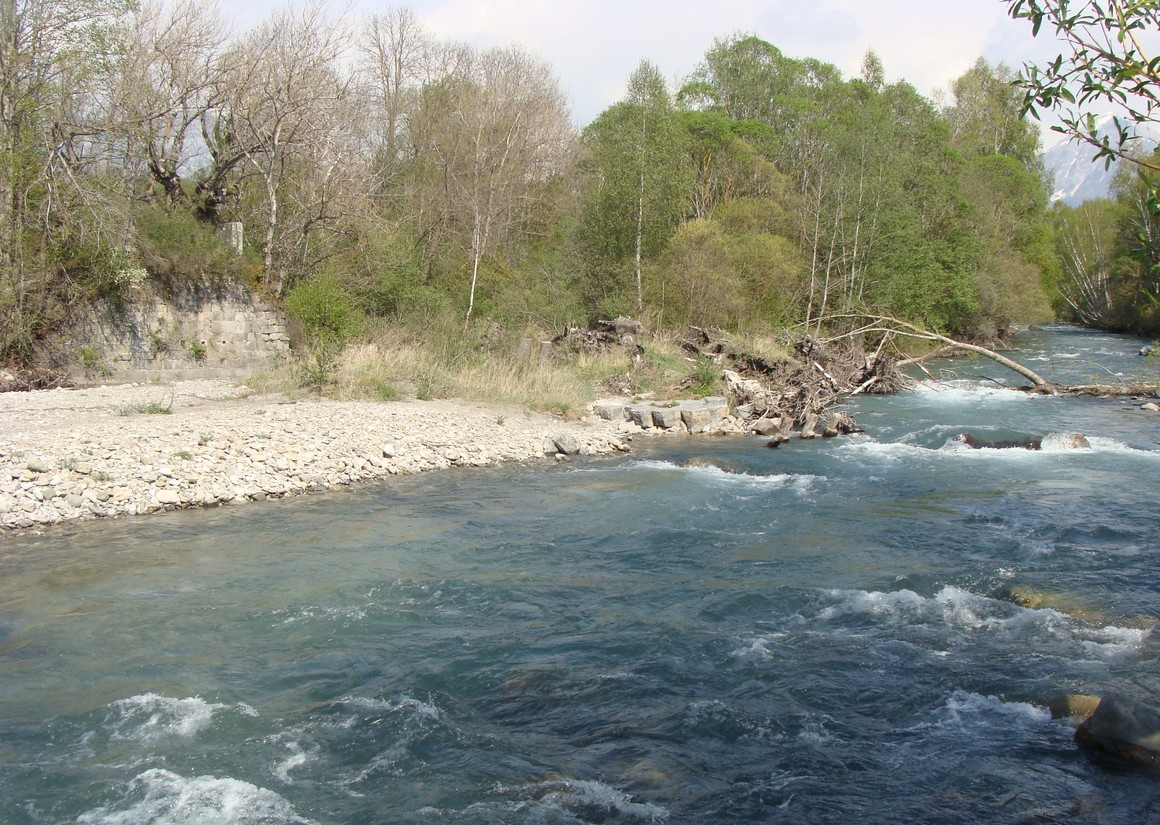
Der Drac bei Saint-Julien-en-Champsaur
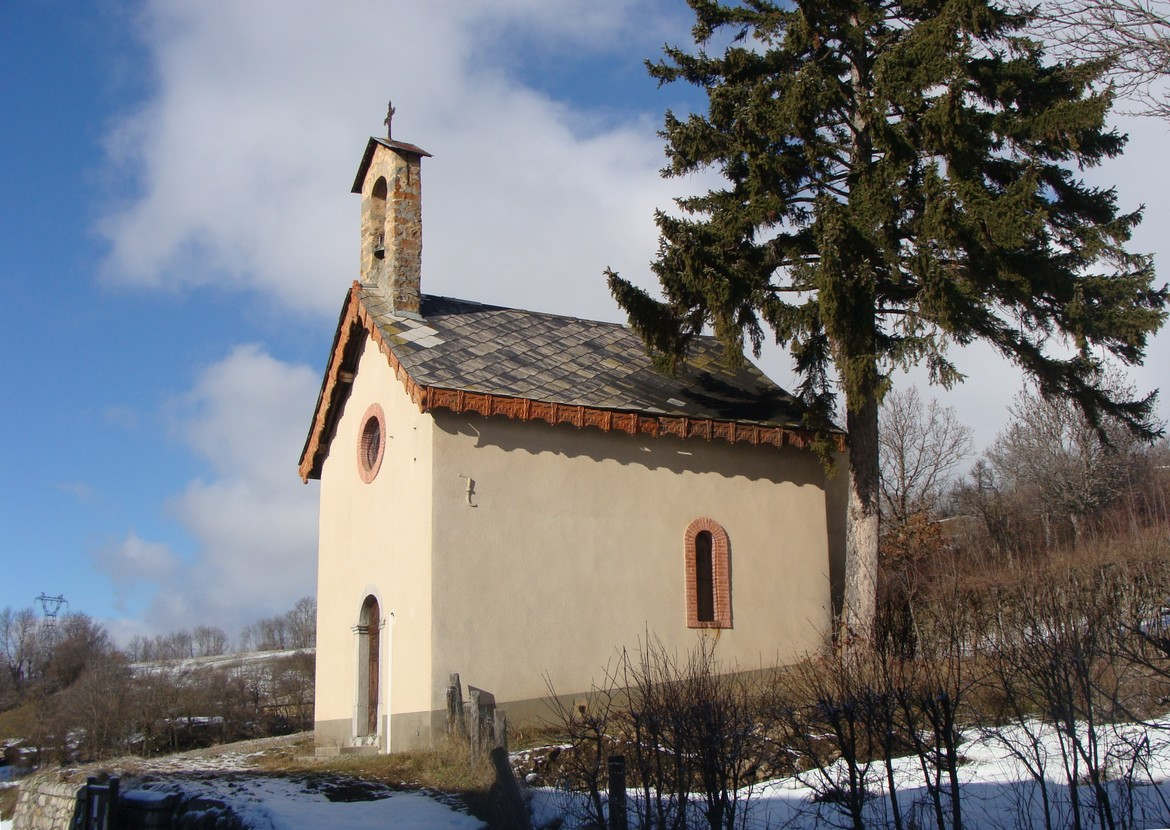
Chapelle du Chanet